# Moraira
Moraira is een oud Spaans vissersdorpje aan de Costa Blanca dat is uitgegroeid tot een toeristische badplaats. Moraira behoort tot de gemeente Teulada, onderdeel van de comarca Marina Alta. De plaats ligt in de provincie Alicante, deel van de autonome gemeenschap Valencia.
Moraira ligt tussen de grotere plaatsen Calp in het zuiden en Dénia en Xàbia in het noorden. De hoofdplaats van de gemeente, Teulada, is zes kilometer landinwaarts gelegen.
Aan de kustlijn in het dorpscentrum, en vlak bij de jachthaven, zijn nog gedeeltes van een 18e-eeuws fort te bezichtigen.
Moraira wordt wel het Ibiza van het vasteland genoemd. Het heeft zijn authentieke karakter goeddeels behouden, wat mede te danken is aan Britse inwoners, die als EU-burgers zitting hadden in de gemeenteraad, en daar een verbod op hoogbouw wisten te bereiken.